# Lidé z maringotek (film)
Lidé z maringotek je české filmové drama režiséra Martina Friče z rok 1966 natočené podle námětu ze stejnojmenné knihy Eduarda Basse.

## Děj
Film vypráví příběh mladého akrobata Vincka Bonžura, který vystupuje v cirkusu National. Vincek se zamiluje do krasojezdkyně Niny Gruzie, hvězdy cirkusu. Její otec Lotyš s touto láskou zásadně nesouhlasí, protože má pro svou dceru jiné plány – chce ji výhodně provdat. Přes varování ostatních cirkusových umělců, včetně invalidního akrobata, který Vincka upozorňuje na nebezpečí náročných kousků, Vincek své city k Nině nadále projevuje. Krátce na to je povolán na vojnu, kam musí odejít. Nina mu slibuje, že na něj počká.
Po několika letech se Vincek vrací z vojny a hledá svůj cirkus, ale zjistí, že Nina už s cirkusem necestuje. Rodina mezitím odjela do Ruska. Vincek se během svého putování přidává k různým uměleckým skupinám – nejprve k zápasníkům vedeným Leopoldem Čongrem, později k provazochodcům. Na své cestě hledá Ninu, až ji nakonec objeví v ruském cirkusu Kuzněcký. Nicméně Nina se za tu dobu změnila – z původně milující dívky se stala chladná, vypočítavá žena, která touží po bohatství a jistotě. Kvůli svým ambicím se rozhodne provdat za starého knížete, aby si zajistila budoucnost.
Zklamaný Vincek se vrací zpět do cirkusu National. O nějaký čas později se však Nina znovu objeví, nyní skvěle oblečená a začne s Vinckem žít. Vincek jí slepě slouží, přestože si ostatní členové cirkusu z něj dělají posměch. Jejich vztah netrvá dlouho a Nina se vrací zpět do svého bohatého světa. Když starý klaun, blízký Vinckův přítel, zemře, Vincek se rozhodne vystoupit s jeho klaunským číslem a zůstává v cirkuse, kde nadále čeká na návrat Niny.

## Tvůrci
- Námět: Eduard Bass novela Lidé z maringotek
- Scénář: Martin Frič, Antonín Máša
- Hudba: Zdeněk Liška
- Kamera: Jan Stallich
- Režie: Martin Frič
- Choreografie: Jiřina Kottová
- Dramaturgie: Zdeněk Bláha, Jan Libora
- Pomocná režie: Miroslav Kubišta
- Střih: Jan Kohout